# Mielichhoferia sinensis
Mielichhoferia sinensis är en bladmossart som beskrevs av Hugh Neville Dixon 1933. Mielichhoferia sinensis ingår i släktet kismossor, och familjen Bryaceae. Inga underarter finns listade i Catalogue of Life.